# إدوار دوبوف
إدوارد لويس دوبوف Édouard Louis Dubufe (31 مارس 1819 – 11 أغسطس 1883) رسام بورتريه فرنسي. 

## حياته

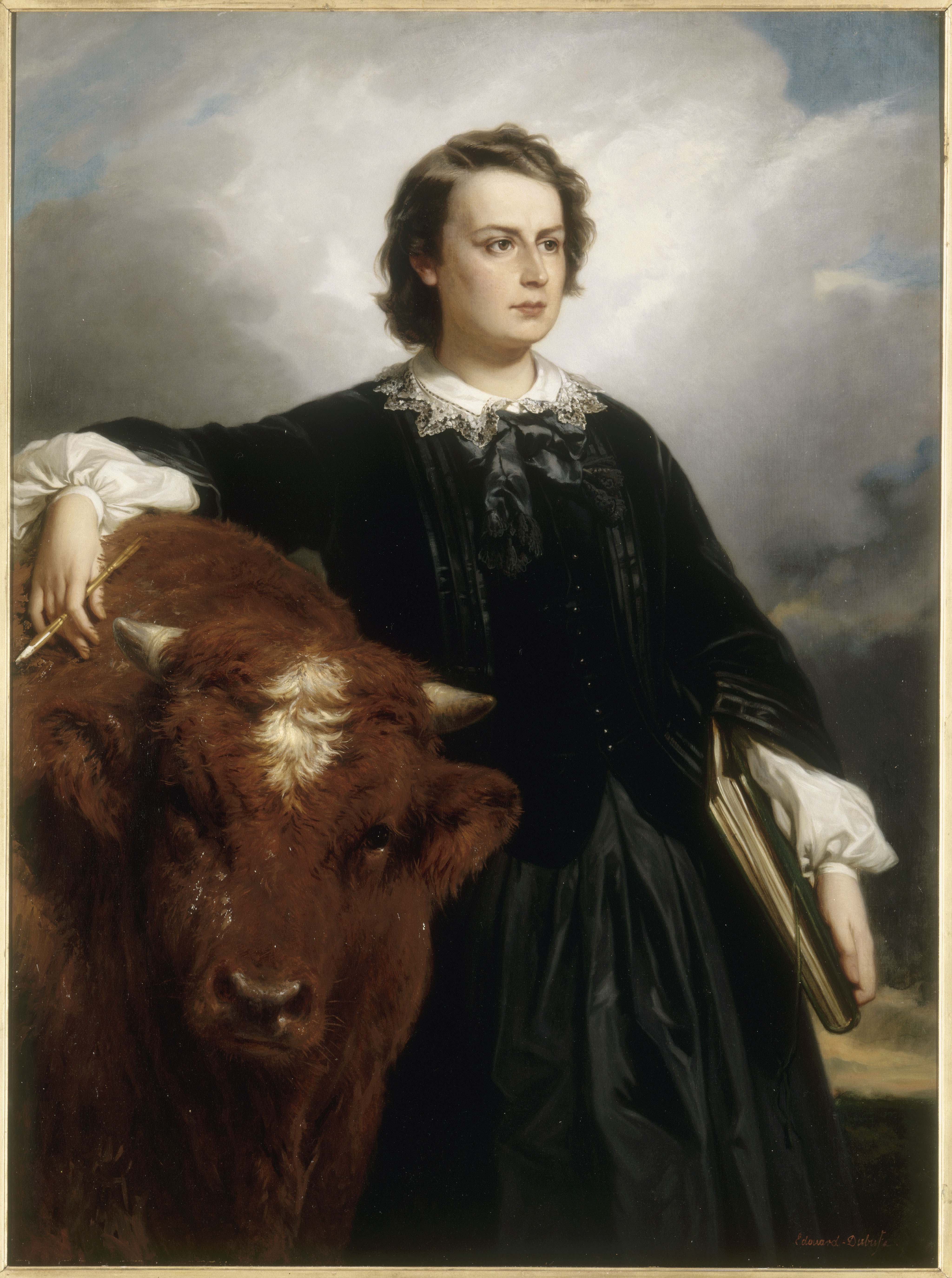
روزا بونور مع الثور (1857)

ولد دوبوف في باريس. كان والده الرسام كلود ماري بول دوبوف، الذي أعطاه دروسه الأولى في الفن. ,في وقت لاحق درس مع بول ديلاروش في مدرسة الفنون الجميلة.  ,حصل على وسام الدرجة الثالثة في صالون الفنانين الفرنسيين عام 1839.
بدأت مسيرته الرسمية كرسام بورتريه في عام 1853 بتصوير الإمبراطور نابليون الثالث والإمبراطورة أوجيني . شهد نفس العام ولادة ابنه غيوم، الذي أصبح أيضًا رسامًا مشهورًا.
استمر دوبوف في التمتع بنجاح كبير مع الطبقة الأرستقراطية، حيث تلقى عمولة من الإمبراطور لرسم مؤتمر باريس في عام 1856.  وفي وقت لاحق، طلبت الإمبراطورة مساعدته في تزيين "الصالون الأزرق" الخاص بها في قصر التويلري.
توفي في فرساي عام 1883 بعد صراع طويل مع المرض.

## أعماله

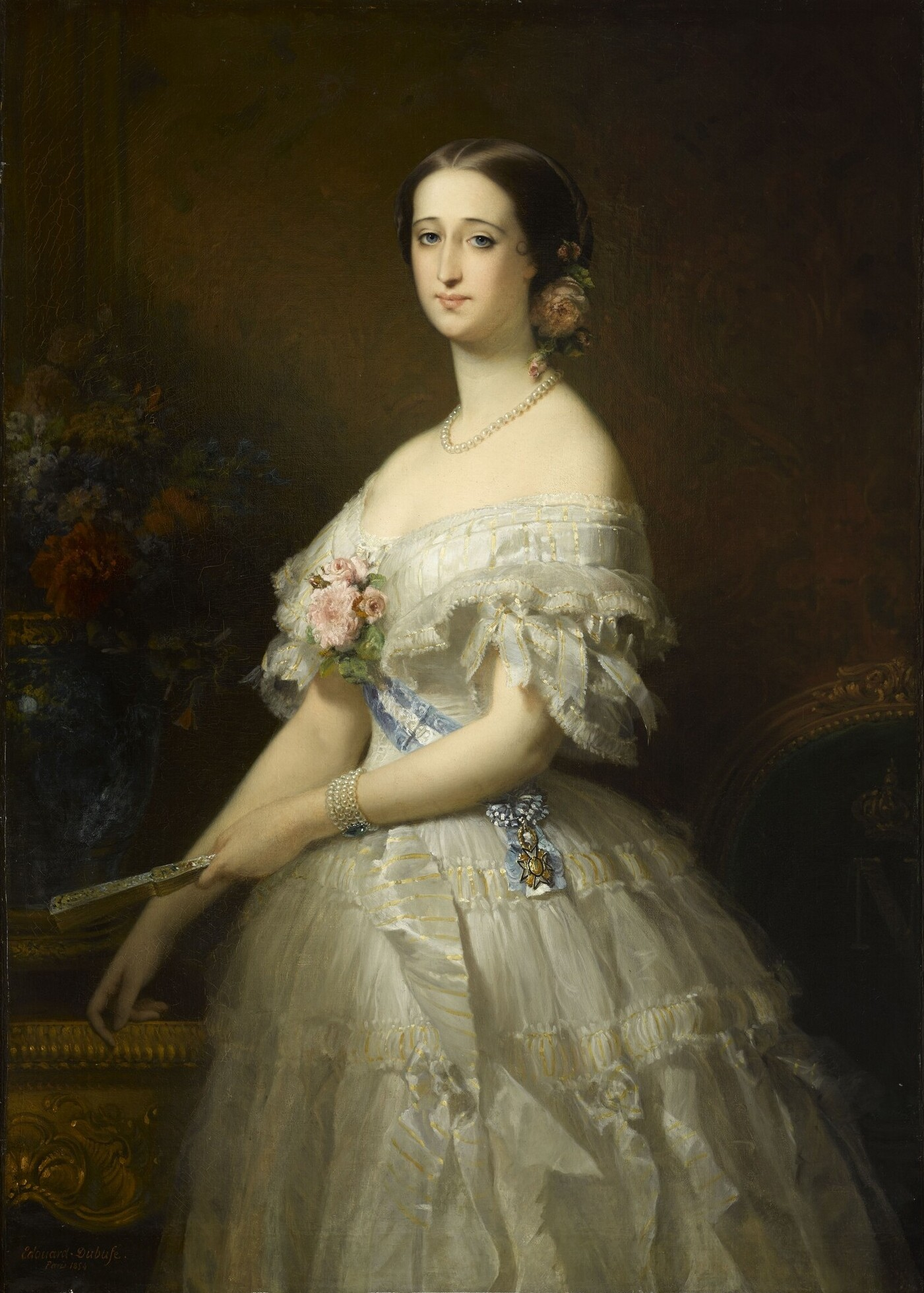
أوجيني، الإمبراطورة الفرنسية 1844
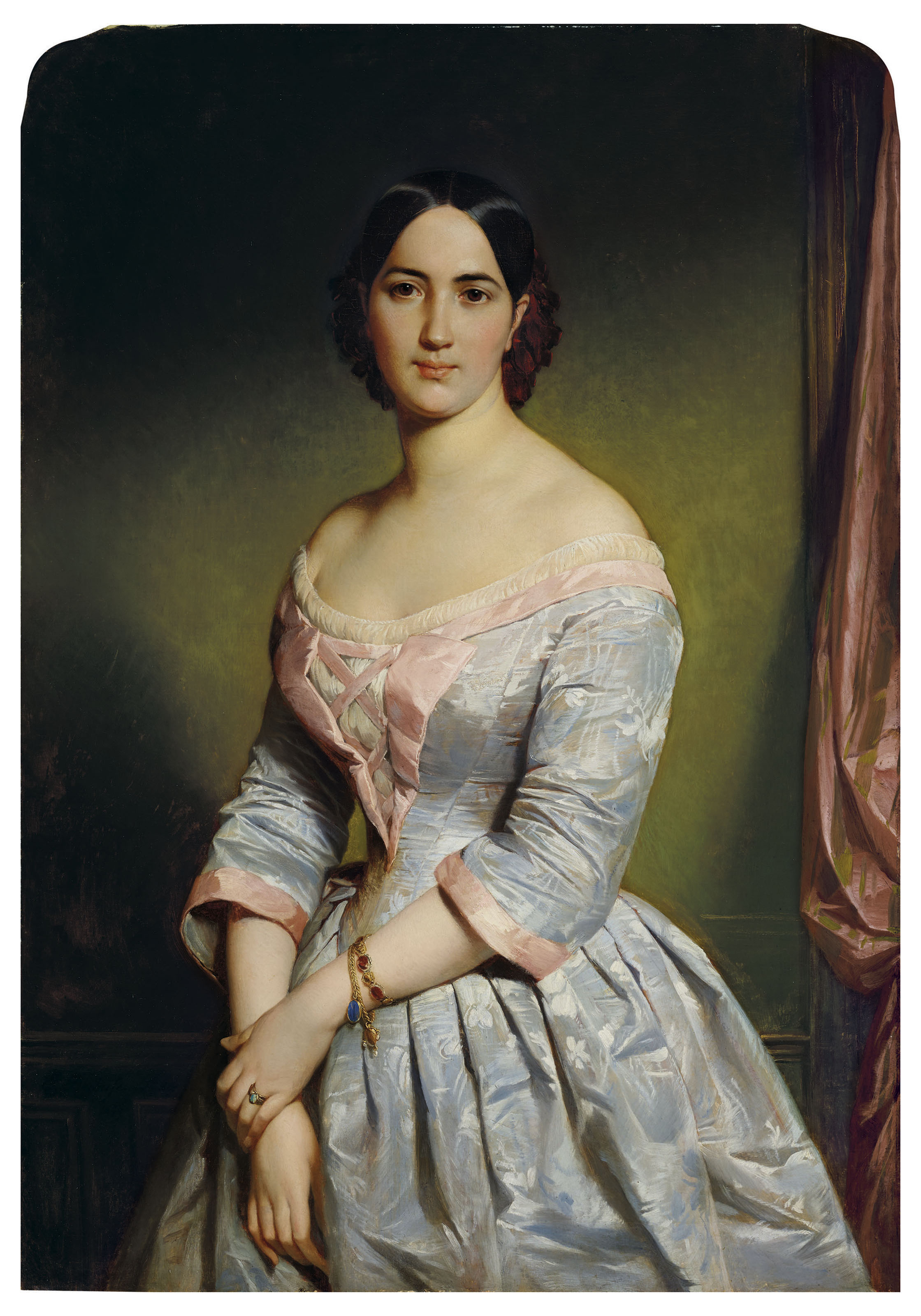
آن أرسين شارتون، 1849
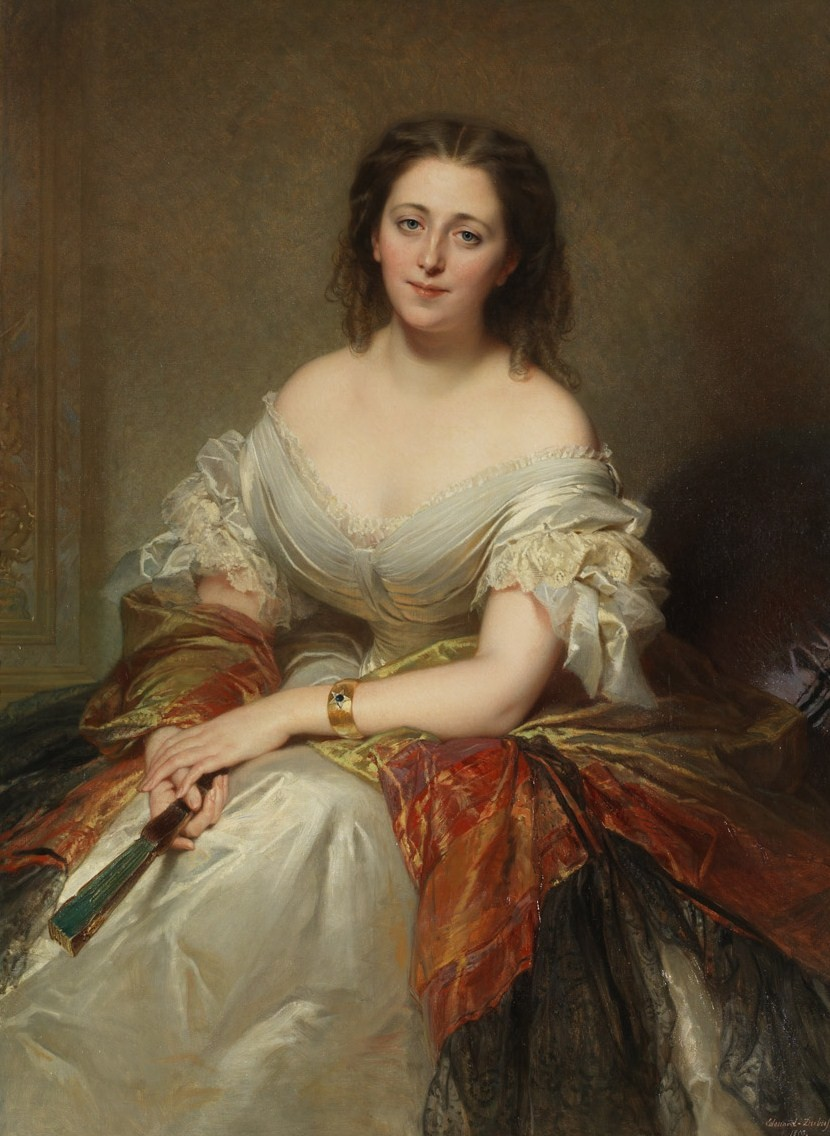
الكونتيسة كولونا فاليسكا، 1859
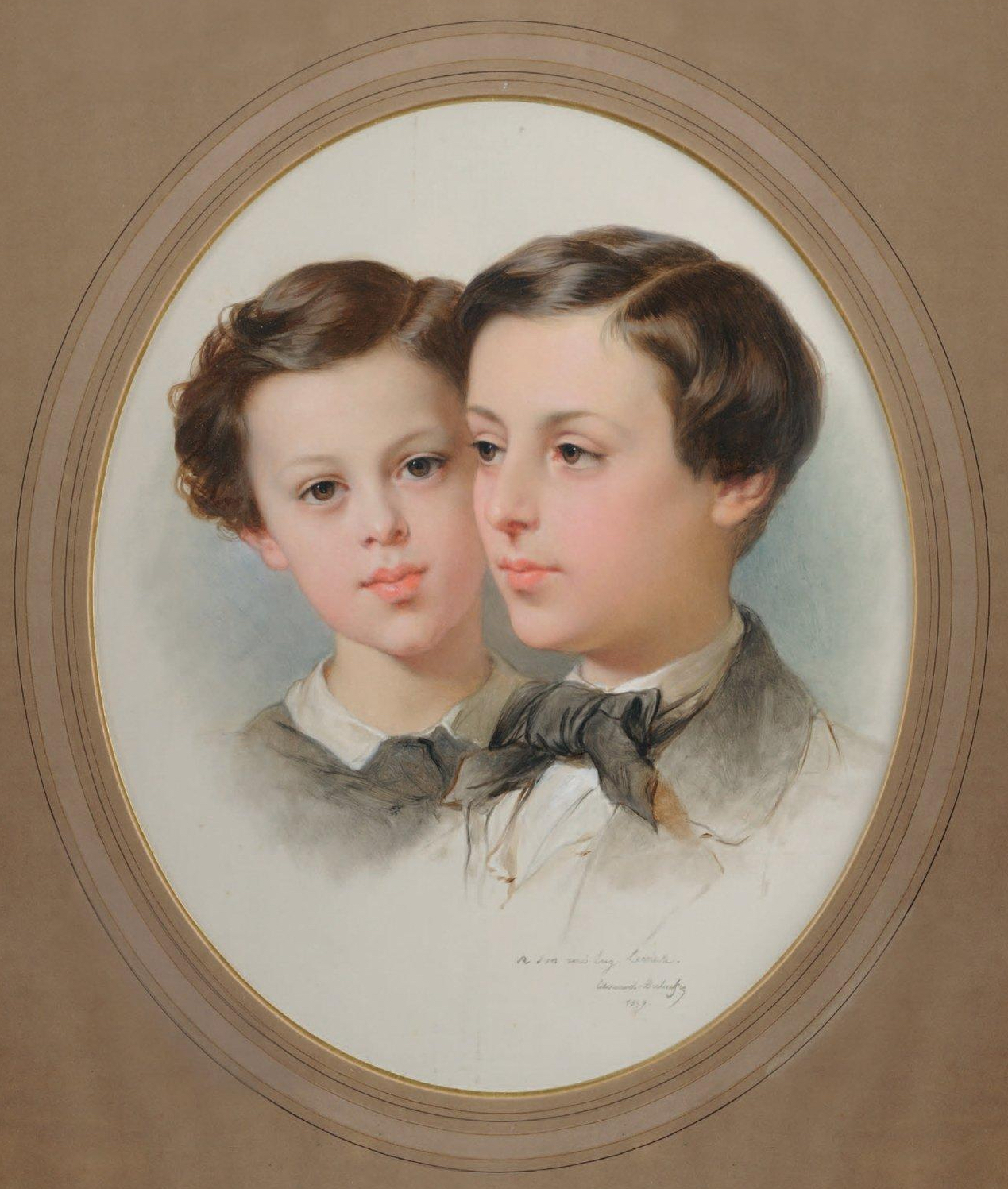
جان فريدريك أندريه بوبار، بارون دي نيوفليز وشقيقه، 1859
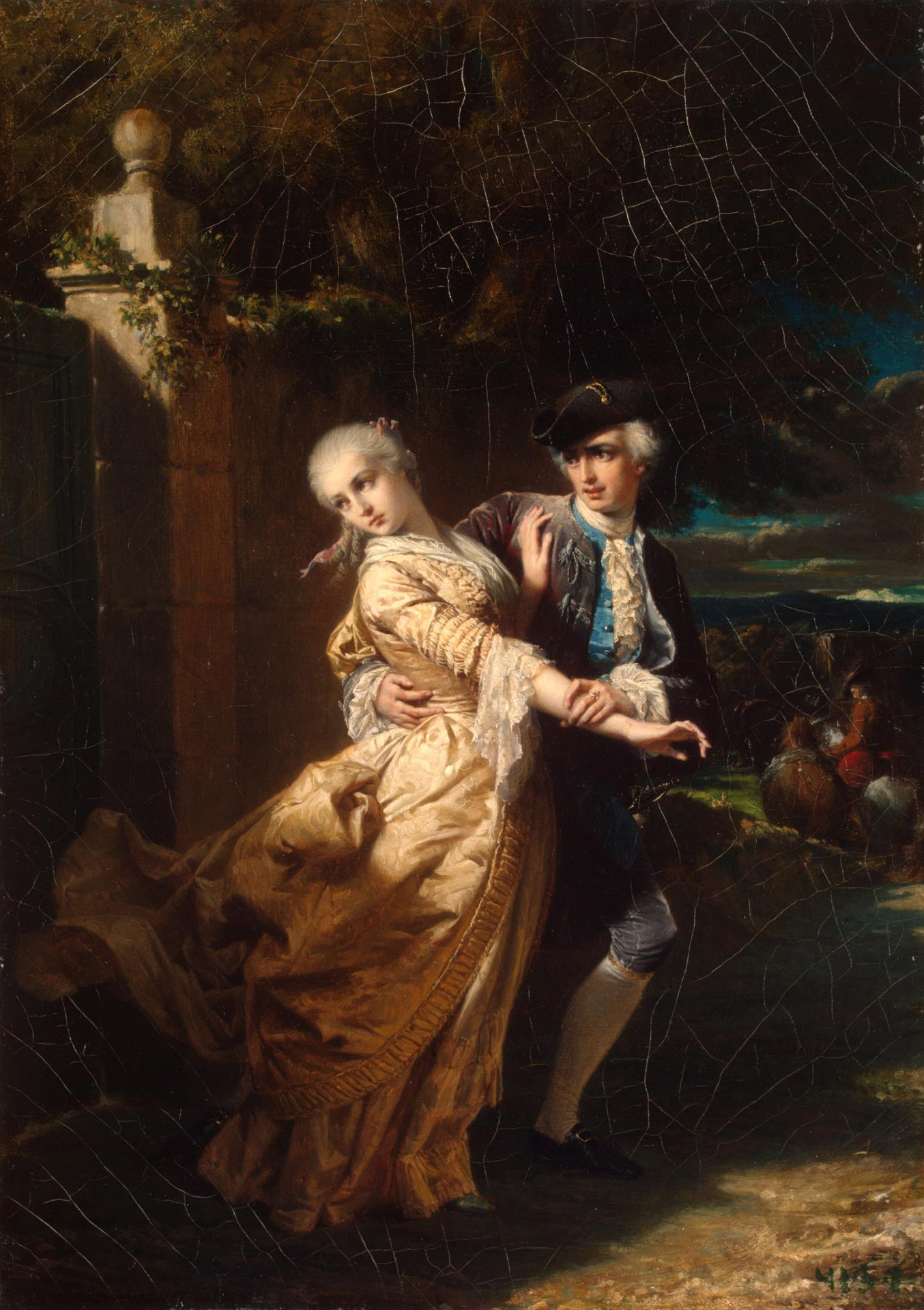
لوفليس يختطف كلاريسا هارلو، 1867
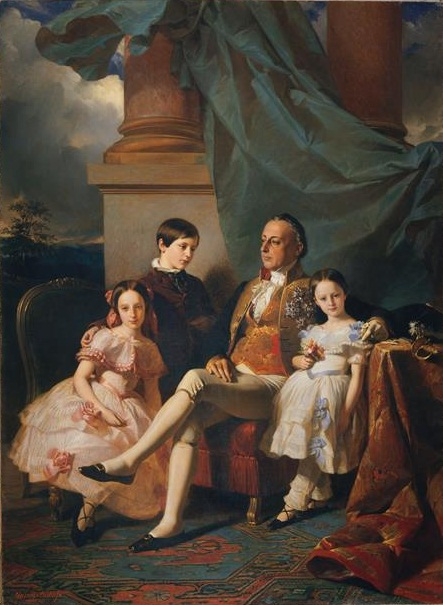
الأمير فينشينزو روفو وأولاده، 1852